# Robert Anderson Hall
Robert Anderson Hall (* 4. April 1911 in Raleigh, North Carolina; † 2. Dezember 1997 in Ithaca, New York) war ein US-amerikanischer Linguist, Romanist und Italianist.

## Leben und Werk
Robert Anderson Hall, Jr. kam 1919 mit seiner Familie nach New York. Er studierte an den Universitäten Princeton, Rom und Chicago. Von 1937 bis 1939 lehrte er an der Universität von Puerto Rico, anschließend an der Princeton University und an der Brown University. 1946 ging er an die Cornell University und war dort zuerst Associate Professor, dann von 1950 bis zu seiner Emeritierung 1976 Full Professor für Linguistik und Italienisch.
Hall war 1954 und 1970 Guggenheim Fellow.
Hall war in zweiter Ehe verheiratet mit der Romanistin Alice M. Colby Hall.

## Werke

### Italianistik
- Bibliography of Italian linguistics, Baltimore 194; Bibliografia della linguistica italiana, Florenz 1958, Primo supplemento decennale 1956-1966, Florenz 1969; Secondo supplemento decennale 1966-1976, Florenz 1980; Terzo supplemento decennale 1976-1986, Pisa 1988
- The Italian questione della lingua. An interpretative essay, Chapel Hill 1942
- Descriptive Italian grammar, Ithaca 1948, Westport 1974
- A short history of Italian literature, Ithaca 1951
- The Italian vest pocket dictionary Italian-English, English-Italian, New York 1957; The Random House basic dictionary Italian-English, English-Italian, 1981, 1983, 1996, 1998
- Italian for Modern Living, New York 1961, Ithaca 1974
- Applied linguistics Italian. A guide for teachers, Boston 1961 (Vorwort durch Simon Belasco)
- (Hrsg.) Italian stories, New York 1961; Italian stories = Novelle italiane, New York 1989
- (mit Cecilia M. Bàrtoli) Basic conversational Italian, New York 1963, 1979
- La struttura dell’italiano, Rom 1971 (Vorwort durch Luigi Heilmann)
- Bibliografia essenziale della linguistica italiana e romanza, Florenz 1973
- Antonio Fogazzaro, Boston 1978
- (mit Frances Adkins Hall und Susan Z. Garau)  2001 Italian and English idioms = 2001 locuzioni italiane e inglesi, Woodbury, N. Y. 1981, 1991, 1996

### Weitere Sprachen
- An Analytical Grammar of the Hungarian Language, Baltimore 1938
- (mit François Denoeu) Spoken French, 2 Bde., Boston 1943, Ithaca 1973
- Melanesian Pidgin English. Grammar. Texts. Vocabulary, Baltimore 1943, New York 1980
- Hungarian grammar, Baltimore 1944, New York 1966
- Haitian Creole. Grammar. Texts. Vocabulary, Philadelphia  1953
- Idealism in Romance Linguistics, Ithaca 1963
- Pidgin and Creole Languages, Ithaca 1966
- External History of the Romance Languages, New York/London/Amsterdam 1974
- Proto-Romance Phonology, New York/London/Amsterdam 1976
- The Kensington Rune-Stone is Genuine. Linguistic, practical, methodological considerations, Columbia, S. C. 1982, 1994

### Linguistik allgemein
- Leave Your Language Alone!, Ithaca 1950; Linguistics and your language, Garden City 1960
- Hands Off Pidgin English!, Sydney 1955
- Cultural symbolism in literature, Ithaca 1963
- Introductory Linguistics, Philadelphia 1964
- New ways to learn a foreign language, New York 1966
- An Essay on Language, Philadelphia 1968
- The Comic Style of P. G. Wodehouse, Hamden, Conn. 1974
- Stormy Petrel in Linguistics. Essays, Ithaca 1975
- American linguistics, 1925-1969. Three essays, Darmstadt 1976
- Language, Literature, and Life, Lake Bluff, Ill. 1978
- Stormy petrel flies again, Watkins Glenn, N.Y. 1980
- Papers on Wodehouse, Ithaca 1985
- (Hrsg.) Leonard Bloomfield. Essays on his life and work, Amsterdam/Philadelphia 1987
- Linguistics and pseudo-linguistics. Selected essays 1965-1985, Amsterdam 1987
- A Life for Language. A Biographical Memoir of Leonard Bloomfield, Amsterdam 1990